# Богомир Аћимовић Далма
Богомир Аћимовић Далма (Пљевља, 7. децембар 1899 — Лондон, 7. октобар 1963) био је српски и француски академски сликар импресионизма, вајар, ученик Клода Монеа, пјесник и публициста.

## Живот и стваралаштво
Богомир Аћимовић рођен је 7. децембра 1899. у Пљевљима. Основну школу и гимназију учио је у Пљевљима. Као шеснаестогодишњак у зиму 1915/16. напустио је Пљевља заједно са српским ђацима током албанске голготе, и после више од мјесец дана укрцао се на један од бродова за Марсеј.
Школовање наставља у Марсеју, Монпељеу, и Паризу По доласку у Париз завршио је Националну школу ликовних умјетности (Париз) (фр. École nationale supérieure des Beaux-Arts). По завршетку сликарске школе по препоруци професора одлази у сликарску колонију одабраних у Живерни и убрзо постаје најбољи ученик Клода Монеа. Свестрано образован и обдарен за умјетност, књижевност постао је познатсликар, вајар, књижевник, пјесник и публициста у париским интелектуалним круговима. Француску је заволио ка своју другу отаџбину и у њој остао да живи.

## Париски период
Од 1924. је почео да употребаљава умјетничко име Далма. Излагао је слике и скулптуре од 1924 до Другог светског рата у чувеним париским салонима и галеријама. Са серијом од 75 слика углавном пејзажа и 40 биста освојио је бројне награде.Француској умјетности приближио је регента Павла Карађорђевићa и Народни музеј (Београд). О умјетничким дјелима Богомира Аћимовића писали су француски и југословенски новинари. У београдским «Hедељним илустрацијма» објавио је више текстова:Клод Моне сликар свјетлости, Изложба Антоана Бордела у Паризу, Међународна изложба византијске умјетности у Паризу, Велики париски салон, Југословени у Париском салону, Изложба југословенских сликара у Паризу.

## Од Париза до Конака кнегиње Љубице
Напуштање завичаја у шеснаестогодишњем узрасту имаће касније утицај на његово стваралаштво. Као вајар највише је радио озбиљна лица дјечака. Позирале су му познате личности Париза из културе и умјетности. Од бројних његових дјела расутих у париским и лондонским музејима и приватним колекцијама постоји 12 фотографија његових скулптура, од којих 6 у бронзи у Народном музеју у Београду. Приликом отварања Музеја савремене уметности у Београду у Конаку кнегиње Љубице 1929. године Богомир Аћимовић поклонио је неколико својих дела:портрет Дивне Вековић. биста у бронзи, бисту белгијског пјесника Емила Верхарена, бисту трагичара Карла Литена, слику швајцарског умјетника Дарела и и цртеж француског сликара Ј. Фантијера. Двије слике других аутора како наводи Далма вределе су 10 односно 15 хиљада франака. У каснијим временима када је од умјетности све теже живео, молио је кнеза Павла Карађорђевића за финансијску помоћ од 1000 франака за најнужније потребе.

## Одлазак у Лондон
У току Другог светског рата, изјбегао је преко Шпаније и Португалије у Лондон, гдје је наставио свој умјетнички и књижевни рад.Комунистичка власт у Југославији «заборавила» је Далму као и многе друге ствараоце из ранијег времена, који нису подржавали «ново» вријеме. Умро је 11. фебруарa 1963. године и сахрањен је у Лондону.